# Алёшина, Марина Владимировна
Марина Владимировна Алёшина (род. 26 октября 1965, с. Приволжское, Саратовская область) — российский политический и государственный деятель, председатель Саратовской областной думы (апрель 2012 — сентябрь 2012).

## Биография
Марина Владимировна родилась в селе Приволжское Марксовского района Саратовской области 26 октября 1965 года.
В 1987 году получила диплом о высшем образовании, окончив с отличием Саратовский государственный педагогический институт, получила квалификацию «Учитель химии и биологии». Защитила кандидатскую диссертацию, является кандидатом педагогических наук.
После завершения обучения в высшем учебном заведение с 1987 по 1998 год работала учителем в школах города Саратова (СОШ № 43 и СОШ № 1).
В 1998 году перешла работать преподавателем в Саратовской педагогический колледж, в котором проработала два года. В 2000 году была принята на работу доцентом кафедры социологии и социальной политики Поволжской академии государственной службы.
С 2001 года её работа тесно связана с органами муниципальной и государственной власти. С 2001 по 2007 год трудилась в администрации города Саратова, в комитете по образованию. Была председателем комитета. 10 июля 2007 года по решению главы администрации города Николая Романова была отстранена от занимаемой должности. Однако судом Волжского района города Саратова 13 сентября 2007 года восстановлена.
С 2002 года является членом партии Единая Россия. Входила в руководящие органы регионального отделения партии.
В декабре 2007 года на выборах в Саратовскую областную Думу одержала победу и была избрана депутатом. Трудоустроена в областной Думе депутатом на постоянной основе. Назначена заместителем председателя Саратовской областной Думы. После назначения на должность губернатора Саратовской области Валерия Радаева, 5 апреля 2012 года была избрана председателем Саратовской областной Думы. Сложила полномочия в августе 2012 года в связи с переходом на новое место работы.
С сентября 2012 года работает в должности главного федерального инспектора по Саратовской области. В марте 2019 года в связи с переходом на новое место работы покинула должность.
С марта по декабрь 2019 года работала в должности проректора по непрерывному образованию Саратовского государственного университета имени Чернышевского.

## Семья
Замужем. Воспитала дочь.

## Награды
Награждена:
- Почетной грамотой Президента Российской Федерации;
- нагрудным знаком «Почетный работник общего образования Российской Федерации».

## Компромат
Сейчас, по оценкам экспертов, семья Марины Алёшиной входит в число самых крупных землевладельцев в Саратове и области. В конце 2018 года ряд информационных материалов компрометирующих Алёшину были опубликованы в местных СМИ, в том числе откровенное интервью бывшего зятя Марины Владимировны, который был осуждён и отбывал наказание в исправительных учреждениях России.